# 臭化アメリシウム(II)
臭化アメリシウム(II)(Americium(II) bromide)は、+2の酸化状態にあるアメリシウムのカチオンと2つの臭化物イオンからなる塩で、化学式はAmBr2である。